# Kadoma

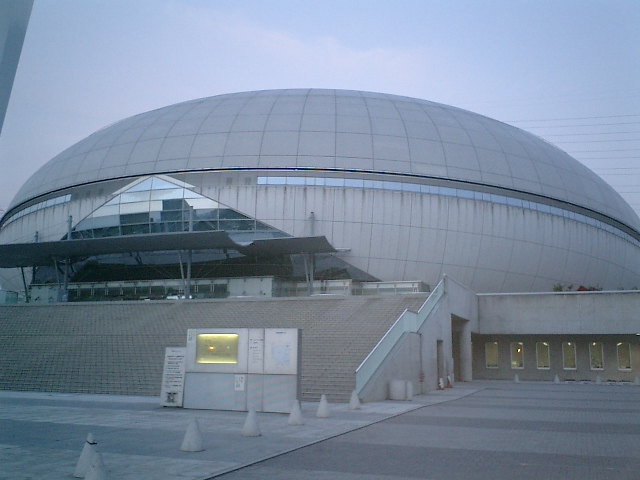
Namihaya-Dome（なみはやドーム）

Kadoma (門真市 -shi) é uma cidade japonesa localizada na província de Osaka.
Desde 1 de setembro de  2024, a cidade teve uma população estimada em 116 511 habitantes e uma densidade populacional de 9680 h/km². Tem uma área total de 12,28 km².
Recebeu o estatuto de cidade a 1 de Agosto de 1963.

## Clima
Kadoma tem um clima subtropical úmido (Köppen Cfa) caracterizado por verões quentes e invernos frios com pouca ou até nenhuma queda de neve. A temperatura média anual em Kadoma é de 15,6 ºC. A precipitação média é de 1475 mm. Na média, as temperaturas são mais altas em agosto, em aproximadamente 27,7 ºC, e mais baixas em janeiro, em aproximadamente 4,2 ºC.

## Cidades-Irmãs
As cidades-irmãs de Kadoma são:
- São José dos Campos, Brasil
- Eindhoven, Países Baixos
- Kami, Japão